# Rifugio Gran Pilastro
Il rifugio Gran Pilastro (in tedesco Hochfeilerhütte) è un rifugio situato nella Val di Vizze, in provincia di Bolzano, sulle pendici del Gran Pilastro, nella catena delle Alpi dei Tauri occidentali, a 2.710 metri di altitudine.

## Storia

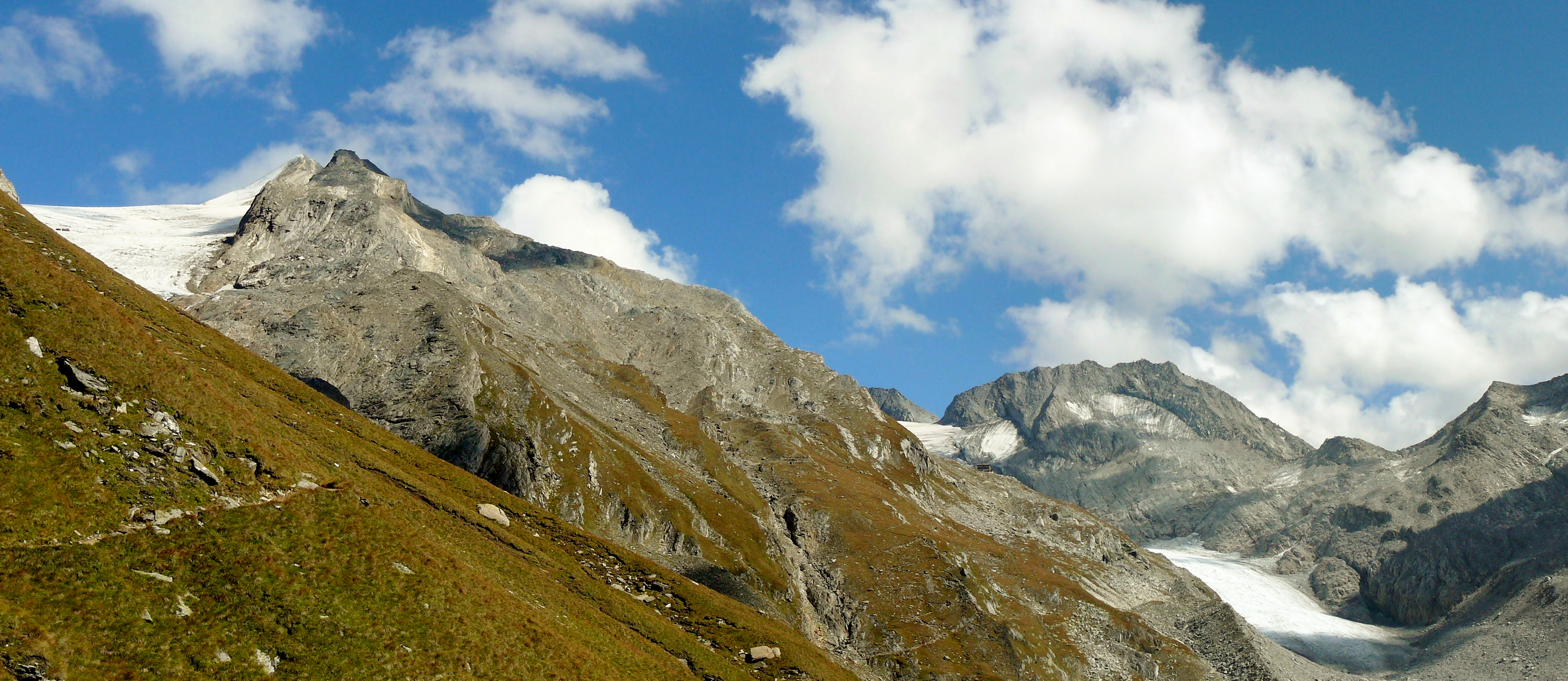
Il Gran Pilastro e a destra l'omonimo rifugio

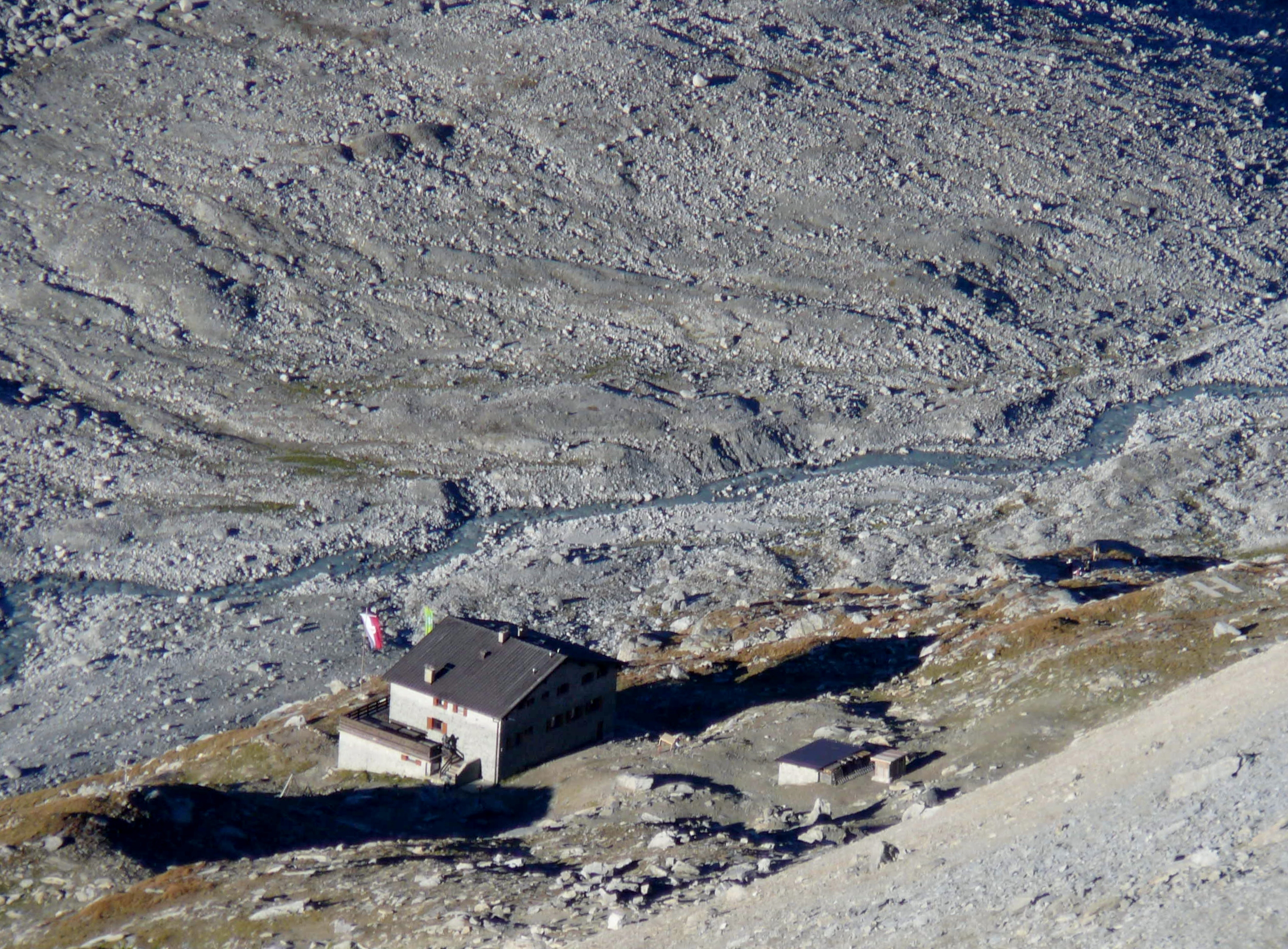
Vista dall'alto del rifugio

Il rifugio fu costruito dal Club Alpino Austriaco di Vienna il 15 luglio 1881, con il nome Wiener Hütte, alla base della parete ovest del Gran Pilastro a quota di 2.665 metri. Nel corso degli anni fu ristrutturato e ampliato diverse volte e affidato alla sezione del CAI di Monza, che gli cambiò il nome in "rifugio Città di Monza".
In seguito al periodo di terrorismo in Alto Adige, il rifugio fu anche occupato militarmente negli anni '60. Nel 1967 fu distrutto, non si sa se a causa di una valanga o di un atto terroristico.
La struttura di oggi è stata invece realizzata negli anni '80, dall'Südtiroler Alpenverein di Vipiteno, vicino alla struttura precedente, a una quota di 2.710, ovvero leggermente più in alto e 600 metri più a est, in una posizione al riparo dalle valanghe. Per la sua costruzione fu utilizzato anche un elicottero, per il trasporto del materiale da costruzione che non era reperibile in loco. Fu inaugurato nel 1986, col nome di "Rifugio Gran Pilastro" (ted. Hochfeilerhütte).
Il rifugio è gestito dalla famiglia Mittermair (nell'estate del 2018 il rifugio rimane chiuso)

## Accessi
Da Vipiteno, bisogna spingersi sino alla località di Sasso (Stein), verso la fine della val di Vizze, e parcheggiare presso il terzo tornante della strada sterrata, ad una quota di 1.718 m. Da qui procedendo a piedi (segnavia 1) si va lungo la valle di Sottomonte (Unterbergtal), sino a raggiungere il rifugio Gran Pilastro, ad una quota di 2.710 metri. Sin qui circa 3,5 ore di cammino.

## Traversate principali
- Rifugio Passo Ponte di Ghiaccio in 3 ore.
- Rifugio Passo di Vizze in 3 ore e mezza.

## Ascensioni
- Cima del Gran Pilastro in 2 ore e mezza.
- Punta Bianca in 3 ore.
- Cima Grava in 3 ore.